# Geelså
Geelså är ett vattendrag på ön Fyn i Danmark.  Det ligger i Region Syddanmark, 130 km väster om Köpenhamn. Den rinner upp utanför samhället Langeskov, flyter mot nordväst och mynnar i Odensefjorden.